# Mil Milhas Brasil
Les Mil Milhas Brasil, également les 6 Heures de São Paulo, sont une épreuve d'endurance réservée aux voitures de sport (ou Sport-prototypes) et voitures grand tourisme (GT), qui se tient sur le tracé de l'Autodromo José Carlos Pace à Interlagos un quartier résidentiel de São Paulo (Brésil).
En 2012, la course est retenue au sein du nouveau Championnat du monde d'endurance FIA.

## Histoire

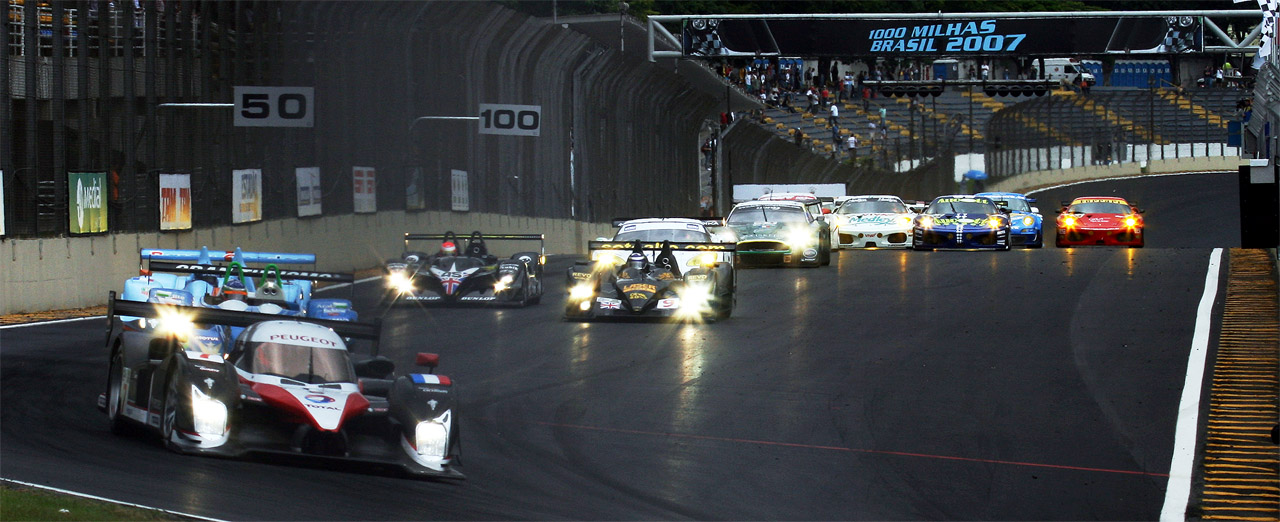
Départ des Mil Milhas Brasil 2007.

L'épreuve connaît sa première édition en 1956. Elle est alors disputée sur l'ancienne configuration de l'Autodromo José Carlos Pace longue d'environ 8 km. La course a connu plusieurs périodes creuses ; ainsi elle n'a pas été courue de 1974 à 1980.
Elle est demeurée longtemps l'apanage de pilotes brésiliens. Cependant, elle connaît une première internationalisation en 2007. En effet, alors qu'elle est initialement comprise dans le calendrier du Championnat FIA GT, championnat international de voitures de Grand Tourisme, elle est finalement intégrée aux Le Mans Series 2007 où elle constitue la manche de clôture. L'épreuve voit Peugeot l’emporter.
Après trois éditions non disputées, la course intègre le Championnat du monde d'endurance FIA pour sa première saison, impliquant une configuration de course différente car dorénavant disputée sur un format de 6 heures. Elle y figure aussi en 2013 et 2014, voit trois constructeurs différents l’emporter et connaît une édition 2014 enlevée avec Porsche qui gagne devant Toyota pour 0,170 s et Mark Webber qui subit un violent accident le conduisant à l'hôpital. Néanmoins, elle est remplacée en 2015 au profit des 6 Heures du Nürburgring.
En 2018, le retour de l'épreuve est annoncé, toujours au sein du championnat du monde d'endurance, pour la saison 2019-2020. L'épreuve est cependant annulée en raison de problèmes contractuels avec le promoteur.

## Circuit
Les 6 Heures de São Paulo se déroulent sur l'Autodromo José Carlos Pace, couramment surnommé circuit d'Interlagos, et situé dans la ville de São Paulo, au Brésil. Il est composé de deux lignes droites, dont la Reta Oposta, la plus longue du circuit. Ces deux lignes droites sont séparées par une section plus lente, formée d'une succession de courbes. Ce circuit est célèbre car il accueille la Formule 1.

## Palmarès[6]
| Année             | Pilotes                                                             | Équipe                                | Voiture                   | Championnat         |                     |
| 1 000 milles      | 1 000 milles                                                        | 1 000 milles                          | 1 000 milles              | 1 000 milles        |                     |
| Circuit de 8 km   | Circuit de 8 km                                                     | Circuit de 8 km                       | Circuit de 8 km           | Circuit de 8 km     |                     |
| ----------------- | ------------------------------------------------------------------- | ------------------------------------- | ------------------------- | ------------------- | ------------------- |
| 1956              | Catharino Andreatta Breno Fornari (pt)                              |                                       | Carretera Ford            |                     |                     |
| 1957              | Aristides Bertuol (pt) Orlando Menegaz (pt)                         |                                       | Carretera Chevrolet       |                     |                     |
| 1958              | Catharino Andreatta Breno Fornari (pt)                              |                                       | Carretera Ford            |                     |                     |
| 1959              | Catharino Andreatta Breno Fornari (pt)                              |                                       | Carretera Ford            |                     |                     |
| 1960              | Chico Landi Christian Heins (en)                                    |                                       | Alfa Romeo JK 2000        |                     |                     |
| 1961              | Italo Bertão Orlando Menegaz (pt)                                   |                                       | Chevrolet Corvette        |                     |                     |
| 1962-1964         | Course non disputée                                                 | Course non disputée                   | Course non disputée       | Course non disputée |                     |
| 1965              | Justino de Maio Victoria Azzalin                                    |                                       | Carretera Chevrolet       |                     |                     |
| 1966              | Camilo Christófaro Eduardo Celidôneo                                |                                       | Chevrolet Corvette        |                     |                     |
| 1967              | Luiz Bueno Luiz Terra Smith                                         |                                       | Interlagos Mark 1         |                     |                     |
| 1970              | Abílio Diniz (en) Alcides Diniz                                     |                                       | Alfa Romeo GTA 2000       |                     |                     |
| 1971-1972         | Course non disputée                                                 | Course non disputée                   | Course non disputée       | Course non disputée |                     |
| 1973              | Bird Clemente (pt) Nilson Clemente                                  |                                       | Ford Maverick 4800        |                     |                     |
| 1974-1980         | Course non disputée                                                 | Course non disputée                   | Course non disputée       | Course non disputée |                     |
| 1981              | Zeca Giaffone (pt) Affonso Giaffone (en) Chico Serra                |                                       | Chevrolet Opala Stock Car |                     |                     |
| 1982              | Course non disputée                                                 | Course non disputée                   | Course non disputée       | Course non disputée |                     |
| 1983              | Fausto Wajchenberg Vicente Corrêa Valdir Silva                      |                                       | Volkswagen Passat         |                     |                     |
| 1984              | Zeca Giaffone (pt) Reinaldo Campello Maurizio Sala                  |                                       | Chevrolet Opala Stock Car |                     |                     |
| 1985              | Paulo Gomes (en) Fábio Sotto Mayor (pt)                             |                                       | Chevrolet Opala Stock Car |                     |                     |
| 1986              | Zeca Giaffone (pt) Affonso Giaffone (en) Walter Travaglini          |                                       | Chevrolet Opala Stock Car |                     |                     |
| 1987              | Luís Pereira Marcos Gracia                                          |                                       | Chevrolet Opala Stock Car |                     |                     |
| 1988              | Zeca Giaffone (pt) Luís Pereira Walter Travaglini                   |                                       | Chevrolet Opala Stock Car |                     |                     |
| 1989              | Zeca Giaffone (pt) Walter Travaglini                                |                                       | Chevrolet Opala Stock Car |                     |                     |
| Circuit de 4,3 km |                                                                     |                                       |                           |                     |                     |
| 1990              | Carlos Alves José Carlos Dias                                       |                                       | Chevrolet Opala Stock Car |                     |                     |
| 1991              | Course non disputée                                                 | Course non disputée                   | Course non disputée       | Course non disputée |                     |
| 1992              | Klaus Heitkotter Jurgen Weis Marc Gindorf (de)                      |                                       | BMW M3 2300               |                     |                     |
| 1993              | Antônio Hermann Franz Konrad Franz Prangemeier                      | Konrad Motorsport                     | Porsche 911               |                     |                     |
| 1994              | Wilson Fittipaldi Christian Fittipaldi                              |                                       | Porsche 911 NSR           |                     |                     |
| 1995              | Wilson Fittipaldi Antônio Hermann Franz Konrad                      | Konrad Motorsport                     | Porsche 993               |                     |                     |
| 1996              | André Lara Resende Roberto Keller Roberto Aranha                    |                                       | Porsche 911               |                     |                     |
| 1997              | Nelson Piquet Johnny Cecotto Steve Soper                            |                                       | McLaren F1 GTR            |                     |                     |
| 1998              | Tom Stefani André Grillo Júlio Fernandes                            |                                       | AS Vectra 2.0             |                     |                     |
| 1999              | Beto Borghesi Jair Bana Luciano Borghesi                            |                                       | Aldee AP-2000             |                     |                     |
| 2000              | Course non disputée                                                 | Course non disputée                   | Course non disputée       | Course non disputée |                     |
| 2001              | André Lara Resende Régis Schuch Max Wilson Flávio Trindade          | Stuttgart Sportscar                   | Porsche 911 GT3           | Aucun championnat   |                     |
| 2002              | Régis Schuch Flávio Trindade Raul Boesel                            | Stuttgart Sportscar                   | Porsche 911 GT3           | Aucun championnat   |                     |
| 2003              | Ingo Hoffmann Xandy Negrão (pt) Ricardo Etchenique Fernando Nabuco  | Pirelli/Medley                        | Porsche 911 GT3           | Aucun championnat   |                     |
| 2004              | Stefano Zonca Angelo Lancellotti Fabrizio Gollin                    | Racing Box Srl                        | Dodge Viper GTS-R         | Aucun championnat   |                     |
| 2005              | Xandy Negrão (pt) Xandinho Negrão Guto Negrão Giuliano Losacco (en) | Medley Sports                         | Audi TT DTM               | Aucun championnat   |                     |
| 2006              | Nelson Piquet Nelsinho Piquet Christophe Bouchut Hélio Castroneves  | Cirtek Motorsport                     | Aston Martin DBR9         | Aucun championnat   |                     |
| 2007              | Nicolas Minassian Marc Gené                                         | Team Peugeot Total                    | Peugeot 908 HDi FAP       | Le Mans Series      |                     |
| 2008              | Max Wilson Raul Boesel Marcel Visconde                              | Stuttgart Sportscar Denner Motorsport | Porsche 911 GT3 RSR (997) | Aucun championnat   |                     |
| 2009-2011         | Course non disputée                                                 | Course non disputée                   | Course non disputée       | Course non disputée | Course non disputée |
| 6 Heures          |                                                                     |                                       |                           |                     |                     |
| 2012              | Alexander Wurz Nicolas Lapierre                                     | Toyota Racing                         | Toyota TS030 Hybrid       | WEC 2012            |                     |
| 2013              | André Lotterer Marcel Fässler Benoît Tréluyer                       | Audi Sport Team Joest                 | Audi R18 e-tron quattro   | WEC 2013            |                     |
| 2014              | Romain Dumas Neel Jani Marc Lieb                                    | Porsche Team                          | Porsche 919 Hybrid        | WEC 2014            |                     |
| 2014-2019         | Course non disputée                                                 | Course non disputée                   | Course non disputée       | Course non disputée | Course non disputée |
| 2020              | Course annulée                                                      | Course annulée                        | Course annulée            | WEC 2019-2020       |                     |
| 2021-2023         | Course non disputée                                                 | Course non disputée                   | Course non disputée       | Course non disputée | Course non disputée |
| 2024              |                                                                     |                                       |                           | WEC 2024            |                     |

### Victoires
- Pilotes
- 5 :  Zeca Giaffone
- 3 :  Catharino Andreatta-Breno Fornari-Walter Travaglini
- 2 :  Orlando Menegaz- Luís Pereira-Wilson Fittipaldi-André Lara Resende-Flávio Trindade-Xandy Negrão-Régis Schuch-Raul Boesel-Nelson_Piquet
- 2 :  Franz Konrad
- Voitures
- 11 :  Chevrolet
- 9 :  Porsche
- 4 :  Ford
- 2 :  Alfa Romeo